# 乌米利亚德罗
乌米利亚德罗，是西班牙安达卢西亚自治区马拉加省的一个市镇，位于该省北部，距离马拉加69公里。 总面积35平方公里，总人口3430人（2013年），人口密度98人/平方公里。